# Stopochodność

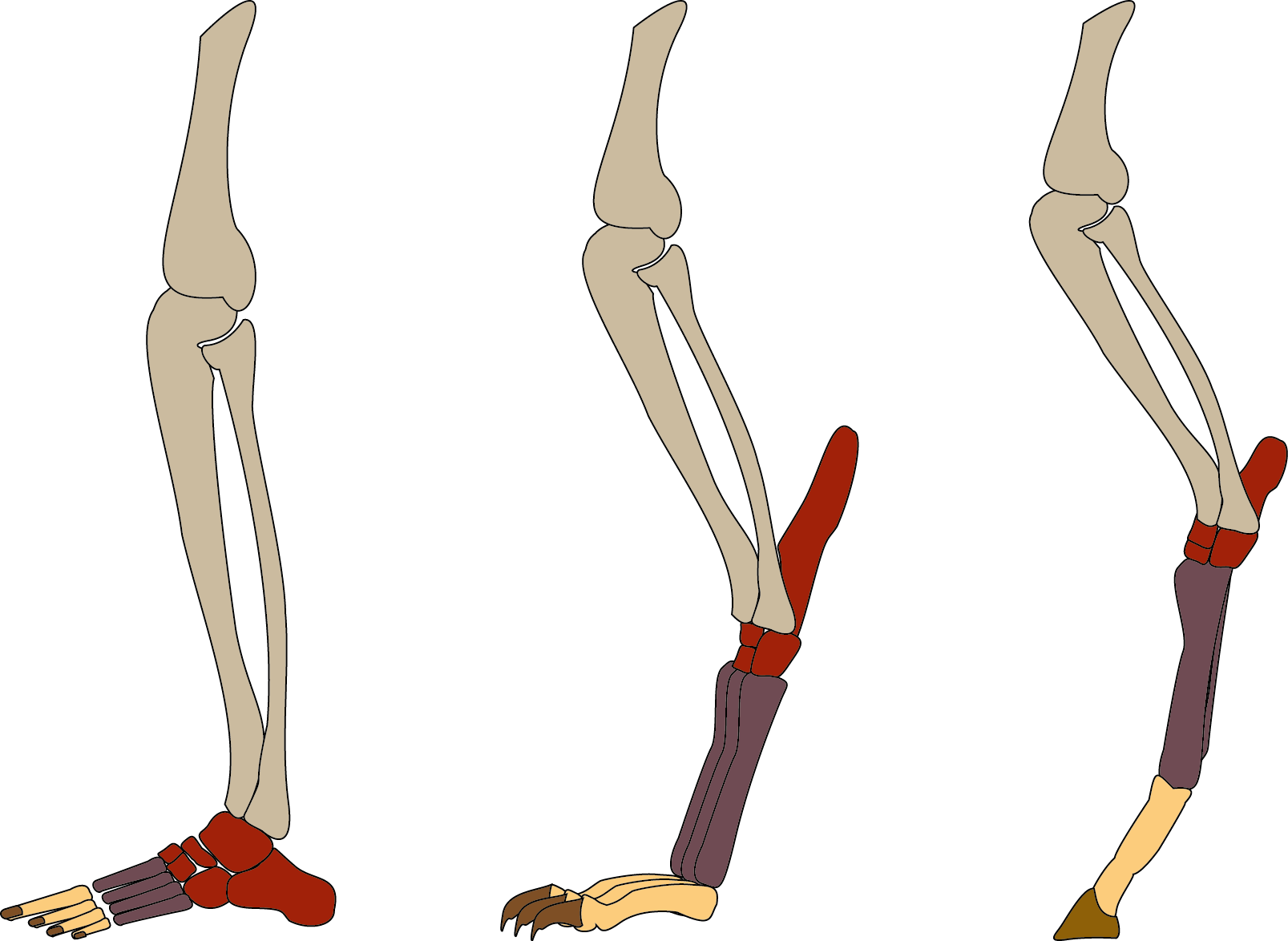
Różne rodzaje lokomocji u owodniowców. Od lewej do prawej: stopochodność, palcochodność i kopytochodność.

Stopochodność – termin określający sposób chodzenia niektórych ssaków na całych powierzchniach podeszw stóp i dłoni. Do stopochodnych (łac. plantigrada) zalicza się głównie człekokształtne i niedźwiedzie. Podczas chodzenia układają kości stóp i dłoni w płaszczyźnie poziomej, prostopadłej do płaszczyzny podudzia.
Jednym ze skutków stopochodności jest zmniejszone zużycie energii podczas chodu, ale zwiększone podczas biegu.